# 2018–2019-es magyar férfi kosárlabda-bajnokság
A 2018–2019-es férfi kosárlabda-bajnokság a  nyolcvanhetedik férfi kosárlabda-bajnokság volt, amely 2018. szeptember 28-án vette kezdetét. A lebonyolítás változatlan maradt: az alapszakaszban tizennégy csapat állt rajthoz, amelyek körmérkőzéses rendszerben játszottak, pályaválasztói joggal, oda-visszavágó alapon.
Ezután középszakasz következett, amelynek felsőházában az első 5 oda-visszavágó alapon játszott egymással, a középházi középszakaszban az alapszakasz 6-10. helyezett a play-offba kerülésért, az alsóházi középszakaszban az alapszakasz 11-14. helyezettje a kiesés elkerüléséért mérkőzött; mindhárom esetben az alapszakasz-eredményeket vitték tovább, és két kört (8, 8 ill. 6 forduló) játszottak egymással a csapatok.
Ezután az 1–8. helyezettek (a felsőházi középszakasz 5 csapata és a középházi középszakasz három legjobbja) párharconként három győzelemig tartó egyenes kieséses rájátszás során döntötték el a négy közé jutás, majd az elődöntők és a döntő sorsát. Az alsóház utolsó két helyezettje a kiesés elkerüléséért oda-visszavágó alapon játszott.

## Csapatok
| #   | Csapat                   | Város          | Sportcsarnok                  |
| --- | ------------------------ | -------------- | ----------------------------- |
| 11. | Alba Fehérvár            | Székesfehérvár | Vodafone Sportcentrum         |
| 6.  | Atomerőmű SE             | Paks           | ASE Sportcsarnok              |
| 9.  | Debreceni EAC            | Debrecen       | Oláh Gábor utcai csarnok      |
| 2.  | Egis Körmend             | Körmend        | Körmend Városi Sportcsarnok   |
| 1.  | Falco-Vulcano Energia KC | Szombathely    | Arena Savaria                 |
| 5.  | JP Auto-JKSE             | Jászberény     | Bercsényi úti játékcsarnok    |
| 12. | Kaposvári KK             | Kaposvár       | Kaposvári Városi Sportcsarnok |
| 7.  | KTE-Duna Aszfalt         | Kecskemét      | Messzi István Sportcsarnok    |
| 14. | Serco-TF Budapest        | Budapest, XX.  | NKE Sportcsarnok              |
| 13. | Naturtex-SZTE-Szedeák    | Szeged         | Városi Sportcsarnok           |
| 3.  | Pécsi VSK-Veolia         | Pécs           | Lauber Dezső Sportcsarnok     |
| 8.  | Sopron KC                | Sopron         | Novomatic Arena               |
| 4.  | Szolnoki Olaj KK         | Szolnok        | Tiszaligeti Sportcsarnok      |
| 10. | Zalakerámia-ZTE KK       | Zalaegerszeg   | Városi Sportcsarnok           |

### Változások az előző idényhez képest
- A TF a B csoport 1. helyezettjeként feljutott
- A MAFC kiesett a másodosztályba

## Alapszakasz
| #   | Csapat                   | M  | Gy | V  | K+   | K-   | Pont | Pont | Megjegyzés            |
| --- | ------------------------ | -- | -- | -- | ---- | ---- | ---- | ---- | --------------------- |
| 1.  | Egis Körmend             | 26 | 20 | 6  | 2294 | 2054 | 46   | 0.88 | Közép- szakasz 1–5.   |
| 2.  | Szolnoki Olaj KK         | 26 | 20 | 6  | 2217 | 1997 | 46   | 0.88 | Közép- szakasz 1–5.   |
| 3.  | Falco-Vulcano Energia KC | 26 | 17 | 9  | 2099 | 1958 | 43   | 0.83 | Közép- szakasz 1–5.   |
| 4.  | JP Auto-JKSE             | 26 | 17 | 9  | 2017 | 1985 | 43   | 0.83 | Közép- szakasz 1–5.   |
| 5.  | Pécsi VSK-Veolia         | 26 | 14 | 12 | 2080 | 2015 | 40   | 0.77 | Közép- szakasz 1–5.   |
| 6.  | KTE-Duna Aszfalt         | 26 | 13 | 13 | 2059 | 2071 | 39   | 0.75 | Közép- szakasz 6–10.  |
| 7.  | Debreceni EAC            | 26 | 13 | 13 | 2224 | 2271 | 39   | 0.75 | Közép- szakasz 6–10.  |
| 8.  | Atomerőmű SE             | 26 | 12 | 14 | 2129 | 2091 | 38   | 0.73 | Közép- szakasz 6–10.  |
| 9.  | Zalakerámia ZTE KK       | 26 | 12 | 14 | 2170 | 2208 | 38   | 0.73 | Közép- szakasz 6–10.  |
| 10. | Sopron KC                | 26 | 12 | 14 | 2132 | 2114 | 38   | 0.73 | Közép- szakasz 6–10.  |
| 11. | Alba Fehérvár            | 26 | 12 | 14 | 2054 | 2035 | 38   | 0.73 | Közép- szakasz 11–14. |
| 12. | Kaposvári KK             | 26 | 11 | 15 | 2121 | 2116 | 37   | 0.71 | Közép- szakasz 11–14. |
| 13. | Naturtex-SZTE-Szedeák    | 26 | 7  | 19 | 1929 | 2075 | 33   | 0.63 | Közép- szakasz 11–14. |
| 14. | Serco-TF Budapest        | 26 | 2  | 24 | 1792 | 2327 | 28   | 0.54 | Közép- szakasz 11–14. |

* Gy: Győzelem V: Vereség K+: Dobott kosár K-: Kapott kosár

## Középszakasz

### 1–5. helyért
| #  | Csapat                   | M  | Gy | V  | K+   | K-   | Pont | Pont |
| -- | ------------------------ | -- | -- | -- | ---- | ---- | ---- | ---- |
| 1. | Egis Körmend             | 34 | 25 | 9  | 2975 | 2703 | 59   | 0.87 |
| 2. | Falco-Vulcano Energia KC | 34 | 24 | 10 | 2814 | 2539 | 58   | 0.85 |
| 3. | Szolnoki Olaj KK         | 34 | 23 | 11 | 2853 | 2682 | 57   | 0.84 |
| 4. | Pécsi VSK-Veolia         | 34 | 18 | 16 | 2727 | 2663 | 52   | 0.76 |
| 5. | JP Auto-JKSE             | 34 | 18 | 16 | 2573 | 2657 | 52   | 0.76 |

* Gy: Győzelem V: Vereség K+: Dobott kosár K-: Kapott kosár

### 6–10. helyért
| #   | Csapat             | M  | Gy | V  | K+   | K-   | Pont | Pont | Megjegyzés |
| --- | ------------------ | -- | -- | -- | ---- | ---- | ---- | ---- | ---------- |
| 6.  | Atomerőmű SE       | 34 | 17 | 17 | 2897 | 2781 | 51   | 0.75 | Rájátszás  |
| 7.  | KTE-Duna Aszfalt   | 34 | 17 | 17 | 2707 | 2768 | 51   | 0.75 | Rájátszás  |
| 8.  | Sopron KC          | 34 | 17 | 17 | 2847 | 2835 | 51   | 0.75 | Rájátszás  |
| 9.  | Debreceni EAC      | 34 | 17 | 17 | 2908 | 2946 | 51   | 0.75 |            |
| 10. | Zalakerámia ZTE KK | 34 | 14 | 20 | 2857 | 2927 | 48   | 0.71 |            |

* Gy: Győzelem V: Vereség K+: Dobott kosár K-: Kapott kosár

### 11–14. helyért
| #   | Csapat                | M  | Gy | V  | K+   | K-   | Pont | Pont | Megjegyzés       |
| --- | --------------------- | -- | -- | -- | ---- | ---- | ---- | ---- | ---------------- |
| 11. | Alba Fehérvár         | 32 | 15 | 17 | 2518 | 2483 | 47   | 0.73 |                  |
| 12. | Kaposvári KK          | 32 | 13 | 19 | 2596 | 2605 | 45   | 0.70 |                  |
| 13. | Naturtex-SZTE-Szedeák | 32 | 11 | 21 | 2378 | 2499 | 43   | 0.67 | Rájátszás 13–14. |
| 14. | Serco-TF Budapest     | 32 | 5  | 27 | 2251 | 2813 | 37   | 0.58 | Rájátszás 13–14. |

* Gy: Győzelem V: Vereség K+: Dobott kosár K-: Kapott kosár

## Rájátszás

### 1–8. helyért
|  | Negyeddöntők | Negyeddöntők     | Negyeddöntők |               |   | Elődöntők    | Elődöntők   | Elődöntők |   |               | Döntő         | Döntő         | Döntő |  |
|  |              |                  |              |               |   |              |             |           |   |               |               |               |       |  |
|  | 1            | Egis Körmend     | 3            |               |   |              |             |           |   |               |               |               |       |  |
|  | 1            | Egis Körmend     | 3            |               |   |              |             |           |   |               |               |               |       |  |
|  | 8            | Sopron KC        | 0            |               |   |              |             |           |   |               |               |               |       |  |
|  | 8            | Sopron KC        | 0            |               | 1 | Egis Körmend | 3           |           |   |               |               |               |       |  |
|  |              |                  |              |               | 1 | Egis Körmend | 3           |           |   |               |               |               |       |  |
|  |              |                  | 4            | PVSK-Veolia   | 2 |              |             |           |   |               |               |               |       |  |
|  | 4            | PVSK-Veolia      | 4            | PVSK-Veolia   | 2 | 3            |             |           |   |               |               |               |       |  |
|  | 4            | PVSK-Veolia      |              |               |   |              |             |           |   |               |               |               |       |  |
|  | 5            | JP Auto-JKSE     | 0            |               |   |              |             |           |   |               |               |               |       |  |
|  | 5            | JP Auto-JKSE     | 0            |               | 1 | Egis Körmend | 0           |           |   |               |               |               |       |  |
|  |              |                  |              |               |   |              |             |           |   |               |               |               |       |  |
|  |              |                  | 2            | Falco KC      | 3 |              |             |           |   |               |               |               |       |  |
|  | 2            | Falco KC         | 2            | Falco KC      | 3 | 3            |             |           |   |               |               |               |       |  |
|  | 2            | Falco KC         |              |               |   | 3            |             |           |   |               |               |               |       |  |
|  | 7            | KTE-Duna Aszfalt | 0            |               |   |              |             |           |   |               |               |               |       |  |
|  | 7            | KTE-Duna Aszfalt | 0            |               | 2 | Falco KC     | 3           |           |   | Bronzmérkőzés | Bronzmérkőzés | Bronzmérkőzés |       |  |
|  |              |                  |              |               | 2 | Falco KC     | 3           |           |   |               |               |               |       |  |
|  |              |                  | 3            | Szolnoki Olaj | 0 |              |             |           |   |               |               |               |       |  |
|  | 3            | Szolnoki Olaj    | 3            | Szolnoki Olaj | 0 | 3            |             |           | 3 | Szolnoki Olaj | 0             |               |       |  |
|  | 3            | Szolnoki Olaj    |              |               |   |              |             |           | 3 | Szolnoki Olaj | 0             |               |       |  |
|  | 6            | Atomerőmű SE     | 0            |               |   | 4            | PVSK-Veolia | 2         |   |               |               |               |       |  |

#### Negyeddöntők
Egis Körmend – Sopron KC 3–0 (104–72, 90–89, 78–56)
Falco-Vulcano Energia KC – KTE-Duna Aszfalt 3–0 (102–60, 85–56, 97–64)
Szolnoki Olaj KK – Atomerőmű SE 3–0 (83–80, 103–97, 92–87)
Pécsi VSK-Veolia – JP Auto-JKSE 3–0 (77–73, 76–68, 88–76)

#### Elődöntők
Egis Körmend – PVSK-Veolia 3–2 (88–75, 83–77, 72–87, 64–68, 97–71)
Falco-Vulcano Energia KC – Szolnoki Olaj KK 3–0 (78–65, 87–71, 102–75)

#### Döntő
Egis Körmend – Falco-Vulcano Energia KC 0–3 (70–77, 77–87, 89–96)

#### Bronzmérkőzés
Szolnoki Olaj KK – PVSK-Veolia 0–2 (68–106, 77-96)

### 13–14. helyért
Naturtex-SZTE-Szedeák – Serco-TF Budapest 2–0 (81–73, 78–77)